# Westminster (Carolina del Sud)
Westminster è un comune degli Stati Uniti d'America, situato in Carolina del Sud, nella Contea di Oconee.